# حسن حبنكة الميداني

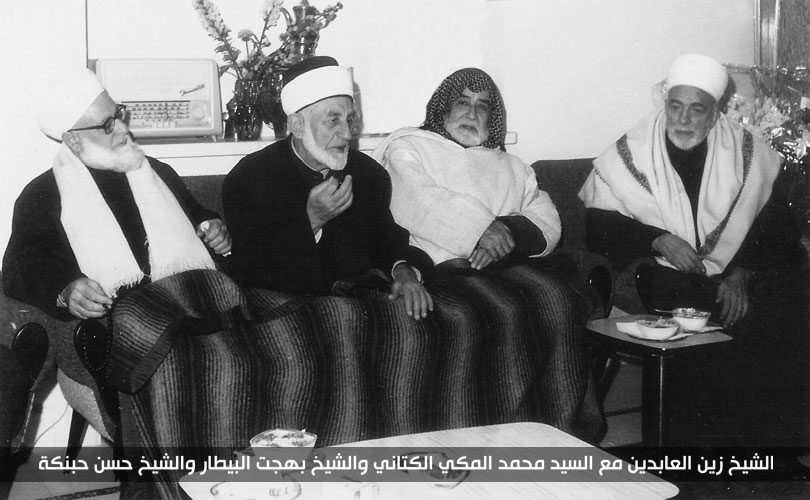
من اليمين: الشيخ زين العابدين التونسي، والسيِّد محمد مكي الكتَّاني، والشيخ بهجت البَيطار، والشيخ حسن حبنكة.

حسن حَبَنَّكَة المَيداني (1326- 1398 هـ/ 1908- 1978 م) عالم دين سني، وفقيه وخطيب سوري، اشتَهَر بجُرأته في قول الحق، وهو رائد نهضة علمية ودعوية في دمشق عمومًا وفي حيِّ المَيدان خصوصًا، تخرَّج على يديه كبار العلماء في سوريا في العصر الحديث أمثال: مصطفى الخن، وحسين خطَّاب، وكريِّم راجح، ومحمد سعيد رمضان البوطي.

## مولده ونسبه
ولد الشيخ عام 1326هـ الموافق لعام 1908م، في حي الميدان الدمشقي، ومن هنا جاءت شهرته المَيداني المرافقة لاسمه.
ويعود نسب الشيخ إلى عرب بني خالد، وهم قبيلة معروفة من قبائل العرب، ولها منازلُ في باديةِ حماة من أرض الشام. والده الحاج مرزوق حبنكة، ووالدته الحاجة خديجة المصري، من قرية الكسوة جنوب دمشق.

## شيوخه
- شريف اليعقوبي
- طالب هيكل
- عبد القادر الأشهب
- محمود العطار
- أمين سويد
- عبد القادر الإسكندراني
- عطا الله الكسم
- بدر الدين الحسني
- عبد القادر شموط.

## حياته العلمية والدعوية

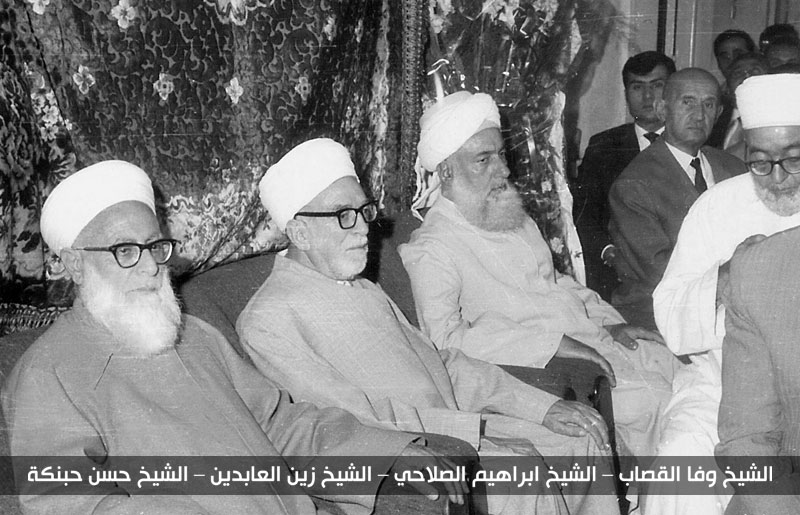
من اليمين: الشيخ وَفَا القصَّاب، والشيخ إبراهيم الصَّلاحي، والشيخ زين العابدين التونسي، والشيخ حسن حبنكة

تفقَّه الشيخ حبنكة أولاً على مذهب أبو حنيفة ثم على مذهب الشافعي. وكان الشيخ خطيباً مفوهاً، ذا لسان فصيح، يأسر لب المستمعين بعذب قوله، وقوة بيانه، ورفعة أدبه، وعمق تفكيره، وسهولة تعبيره. فكان يأمر بالمعروف وينهى عن المنكر، ولا يخاف في الله لومة لائم.
قد شارك الشيخ محارباً في الثورة السورية على الاستعمار الفرنسي عام 1925م، وكان الشيخ يطلب العلم، وهو في مقتبل العمر في السابعة عشر من عمره، هبَّ ليشارك الثوار المجاهدين، وانضوى تحت لواء واحد من مشاهيرهم، وهو الشيخ محمد الأشمر وشارك في قتال المغتصبين المحتلين.
ولما أرادت فرنسا فرض قانون الطوائف، محاولة بذلك تغيير العديد من قوانين الأحوال الشخصية المستمدة من الشريعة الإسلامية، قام الشيخ خطيباً ينبه العقول، ويفضح الألاعيب ويُلهب المشاعر، وكان لموقفه هذا أثره البالغ في إبطال العمل بذلك القانون المنحرف.
وعندما ضعفت شوكة الثورة انتقل إلى الأردن لسنتين من الزمان، ثم عاد إلى بلده بعد أن هدأت الأوضاع، فساعد في النهضة العلمية في دمشق. فعندما قام العالم الداعية الشيخ علي الدقر في النهضة العلمية الدعوية في دمشق، ساعده الشيخ الميداني وقدم لها كل إمكاناته وكان مديرًا لإحدى المدارس التي أنشأها بالتعاون مع (الجمعية الغراء) جمعية الشيخ علي الدقر، وهي مدرسة (وقاية الأبناء) وشهدت المدرسة في عهد إدارته نجاحاً باهراً، وتخرج منها طلاب علم غدوا فيما بعد من أكابر علماء الشام.
ثم أسس (جمعية التوجيه الإسلامي) مع ثلة من المشايخ. وكان هدف هذه الجمعيات تخريج الدعاة والوعاظ ونشر العلوم الإسلامية، وقد تخرج منها أكابر علماء الشام، وشارك أيضًا في تأسيس رابطة العلماء في سورية وكان الأمين العام لها، وأسس عدة جمعيات أخرى، وانتُخب عضوًا للمجلس التأسيسي لرابطة العالم الإسلامي في مكة المكرمة عن سورية خلفًا للشيخ مكي الكتاني .
وراح يوجه إلى قيام وإنشاء الجمعيات الخيرية، التي تتولى جمع التبرعات من زكوات وصدقات، لتوزع على المستحقين بكل أمانة ودقة، وكانت فاتحة هذه الجمعيات (جمعية أسرة العمل الخيري).

## طلابه
- صادق حبنكة (أخوه)
- خيرو ياسين
- حسين خطاب
- محمد الفرا
- مصطفى التركماني
- كريم راجح
- مصطفى الخن
- وهبي سليمان غاوجي الألباني
- محمد سعيد رمضان البوطي
- عبد الرحمن حبنكة الميداني (ابنه)
- مصطفى البغا
- يوسف فريح
- محمد شقير
- عبد الحليم أبو شعر
- محمد بن لطفي الصباغ

## وفاته ودفنه
توفي بدمشق ليلة الاثنين في 14 ذي القعدة 1398 هـ الموافق 15 أكتوبر (تشرين الأول) 1978م، وصُلِّي عليه في الجامع الأموي، ثم دُفن في جامع الحسن في حيِّ المَيدان.